# Чоловічий визвольний рух
Чоловічий визвольний рух (англ. Men's liberation movement) — термін, який описує ідею та філософію звільнення чоловіків від обмежень соціальними ролями та нав'язаних соціальних стереотипів, що стосуються їх позицій та критикують обмеження, які суспільство нав'язує чоловікам. Активісти цього руху, як правило, співчувають феміністичним позиціям і стурбовані деконструктивністю опису негативних аспектів чоловічої ідентичності та частин маскулінності, які не сприяють розповсюдженню описів прикладів та життя всіх чоловіків.
«Чоловічий визвольний рух» не варто плутати з іншими чоловічими рухами, такими як «Рух за права чоловіків», в якому стверджується, що сучасний фемінізм зайшов занадто далеко у своєму суб'єктивному гіноцентризмі, і додаткову увагу слід приділити також правам чоловіків. Попри те, що ці два підходи можуть обговорювати ступінь, якою люди користуються інституційною силою, вони обидва підкреслюють реакції на деякі негативні частини традиційної маскулінності. Натомість соціальний аспект «чоловічого визвольного руху» варто відносити як частину рухів у контексті загального соціально-політичних процесу, що виступають за цілісне бачення прав всіх людей.